# Sacco di Roma

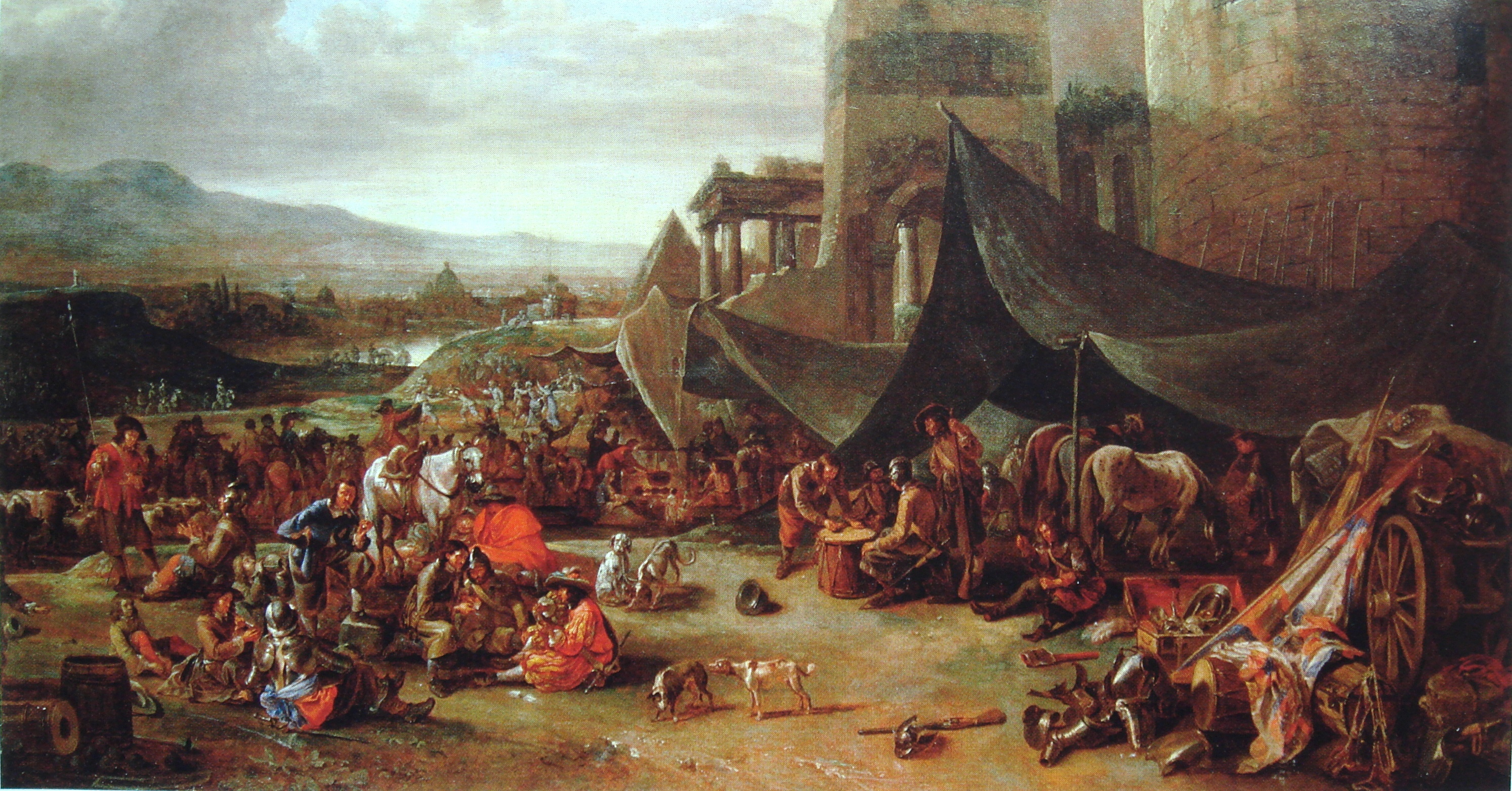
Jefuirea Romei (pictură realizată de Johann Lingelbach în secolul al XVII-lea)

Sacco di Roma (din cuvântul italian sacco, termen învechit pentru „jefuire”) a fost jefuirea Romei și a Statului Papal începând cu 6 mai 1527 de către mercenarii germani, spanioli și italieni. Raportându-se în principal la Războaiele Italiene, Sacco di Roma a reprezentat o culme a exceselor de violență în război a armatelor de mercenari scăpate de sub control.

## Privire de ansamblu
Carol al V-lea, care domnea în Spania, și Francisc I, care conducea Franța, luptau din 1521 pentru supremație în Italia de Nord. Papa Clement al VII-lea (1523-1534) încerca la rândul său, să se folosească de conflict pentru a consolida Statul Papal. După înfrângerea zdrobitoare suferită de trupele franceze în bătălia de la Bicocca (aprilie 1522), Clement al VII-lea și-ar fi dorit extinderea influenței sale și asupra Ducatului de Milano, dacă ar fi căzut iar sub stăpânirea franceză. Cu acordul lui Francisc I, Clement al VII-lea a ieșit din alianța pe care o avea cu Carol al V-lea, acuzându-l pe acesta din urmă că duce un „război nedrept împotriva unui frate creștin”, al căror unic scop ar fi mărirea propriului imperiu. Aceste acuzații publice au îngreunat foarte mult acțiunile lui Carol al V-lea împotriva Franței.

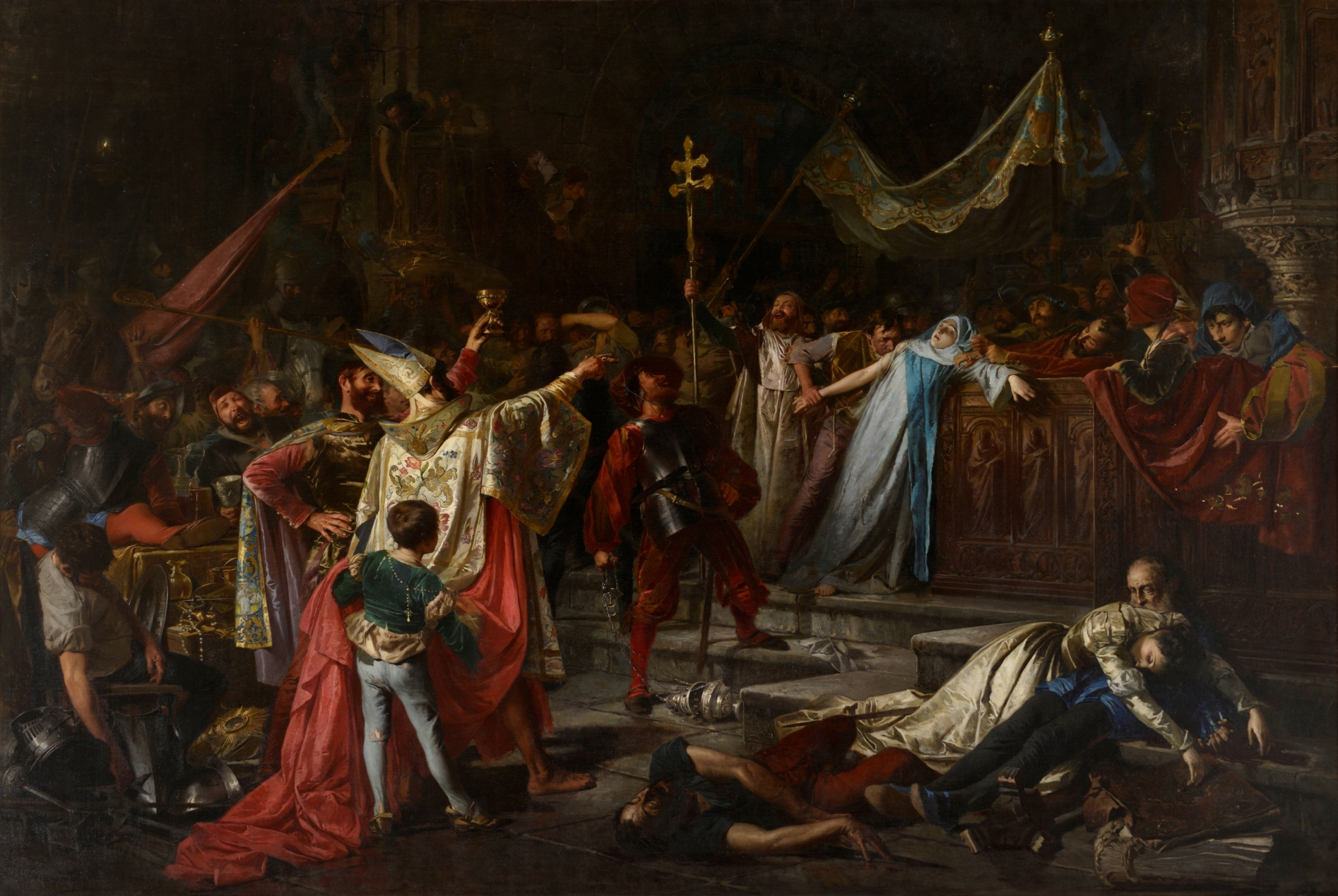
Sacco di Roma, Francisco J. Amérigo, 1884

În luna august 1524 trupele lui Carol al V-lea au asediat fără succes Marsilia. Pe tot parcursul retragerii lor, au fost atacate de către trupele franceze și împinse înapoi până la Pavia. Acolo s-a ajuns în februarie 1525 la luptă, în urma căreia Francisc I este luat prizonier, trupele franceze suferind o înfrângere devastatoare. În timpul captivității sale în Madrid, Francisc I încheie Tratatul de pace de la Madrid, în care el renunță la orice pretenție asupra principatelor din nordul Italiei. Neținând seama de sfatul consilierilor săi, Carol al V-lea l-a eliberat pe Francisc I, încrezându-se în cuvântul dat de acesta cu privire la respectarea tratatului.
Imediat după eliberarea sa, Francisc I a denunțat Tratatul de la Madrid, declarând că l-a semnat din cauza fricii avute pentru viața sa. Papa Clement al VII-lea i-a acordat public iertarea și astfel pacea de la Madrid a fost invalidată. Deoarece  Carol al V-lea din punctul de vedere al multor alți conducători devenise prea puternic, în  1526 a luat naștere „Ligă Sfântă de la Cognac”, pro-franceză. Alături de Papa Clement al VII-lea și Francisc I, din ligă mai făceau parte și Ducele de Milano Francesco II Sforza, Republica Veneția și unii dintre conducătorii statelor mai mici din Italia de nord.
Din cauza invalidării Tratatului de la Madrid (prin care Madridul ar fi obținut ducatele nord-italiene iar în felul acesta bogăția necesară finanțării armatei de mercenari), a trecerii regelui englez Henric al VIII-lea al Angliei din tabăra lui Carol în cea a Ligii Sfinte de la Cognac, a conflictului religios din Germania între luterani și catolici (vezi Dieta de la Worms), precum și lupta indirectă de-a lungul timpului dintre mercenarii germani aflați sub comanda lui Carol și a unui Papă pe care, de fapt, nu aveau voie să-l atace direct, s-a provocat o mare nemulțumire în rândul trupelor lui Carol al V-lea staționate în partea de nord a Italiei. Mercenarii nu mai fuseseră plătiți în mod regulat de când cu bătălia de la Pavia, nu mai primiseră întăriri si trebuiau să se aprovizioneze singuri.

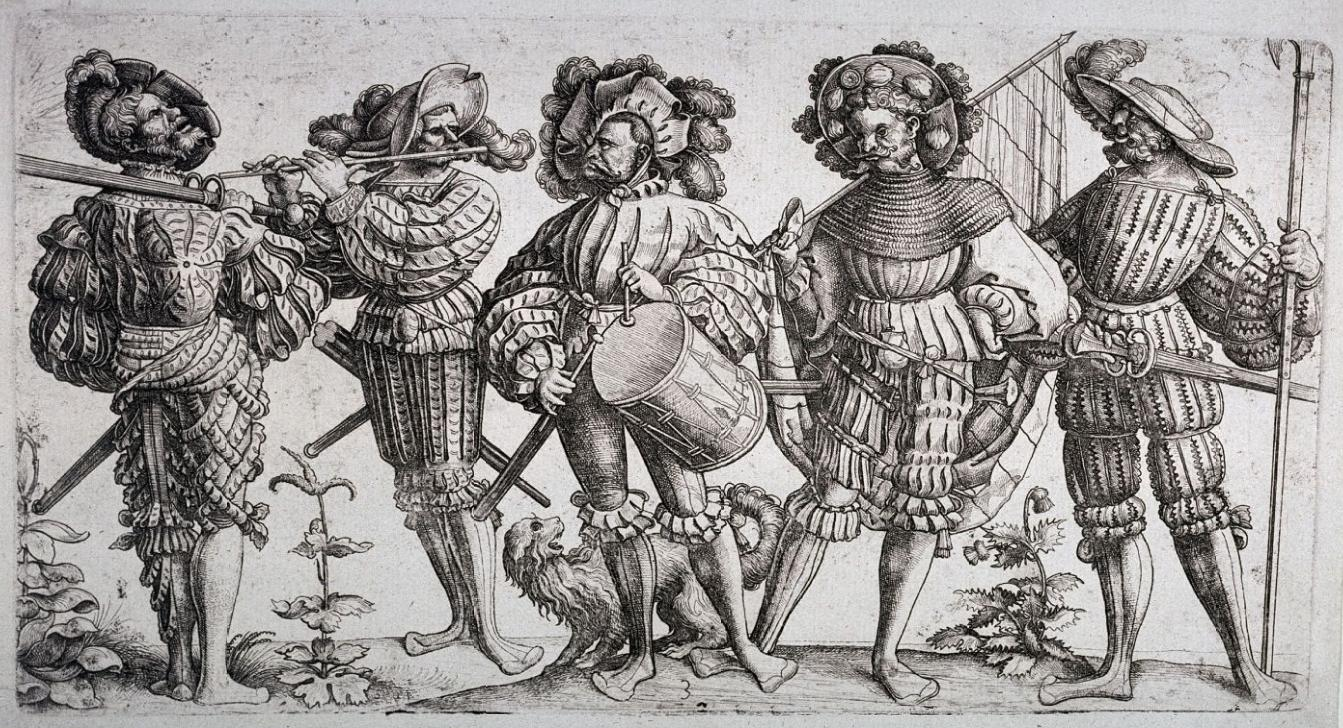
Mercenari germani în secolul al XVI-lea.

De la nemulțumirea generală se ajunge repede la o revoltă atunci când conducătorul mercenarilor germani, Georg von Frundsberg, în încercarea de a liniști trupele sale, suferă un  accident vascular cerebral. Trupele de mercenari, foarte indisciplinate, conduse acum de către ducele Carol al III-lea de Bourbon (numit ca nou comandant) au pornit într-un marș spre Florența, pentru a primi soldele datorate. Cu ajutorul unei armate aparținând Ligii de la Cognac, care era staționată acolo, s-a putut ține piept atacatorilor, asediul lor neaducând foloasele mult dorite. La începutul anului 1527, în ținuturile din jurul orașului  hrana necesară trupelor era foarte greu de procurat, astfel că situația asediatorilor s-a deteriorat din ce în ce mai mult. Pe 16 martie 1527 mercenarii au refuzat să mai accepte vreun ordin primit de la superiorii lor și au decis să se răfuiască direct cu Papa Clement al VII-lea, care în opinia lor era responsabil de situația creată. Astfel că au lăsat echipamentul greu de asediu în fața porților Florenței și au mărșăluit spre Roma.
Papa Clement al VII-lea a încercat în zadar, în ultimul moment, să-l mituiască cu sume mari de bani pe ducele de Bourbon, pentru a evita dezastrul iminent. Cu toate acestea, chiar dacă Charles de Bourbon ar fi acceptat banii, acest lucru nu ar fi fost de prea mare folos fiindcă mercenarii nu mai ascultau de nimeni. Pe 4 mai 1527 armata mercenarilor se afla deja în vecinătatea Romei, iar în dimineața zilei de 6 mai 1527 au început asaltul asupra orașului. Puținele trupe care se aflau în Roma nu au putut opune o rezistență serioasă și astfel că mercenarii pătrunseseră încă de dimineață în oraș. Ducele de Bourbon a fost ucis pe când urca pe o scară, cu ajutorul unei archebuze, existând zvonuri că artistul Benvenuto Cellini ar fi fost cel care a tras.

## Evenimentele perioadei „Sacco di Roma”
Roma, unul dintre cele mai bogate orașe din epoca Renașterii, era total nepregătită unui atac al unei  armate formate din 24.000 de mercenari germani, spanioli și condotieri italieni (care erau împotriva Papei). La aceasta se mai adăuga și faptul că Papa, din dorința de a economisi bani, a renunțat cu puțin timp înainte la serviciile unei însemnate părți a armatei sale. Pe 6 mai a fost cucerit primul cartier din Roma, Borgo, atacatorii fiind în avantaj și datorită ceții dese. În timpul acestui atac, a murit și ducele de Bourbon. O spărtura în zid, găsită de către mercenarii spanioli, a făcut ca și celelalte trupe de mercenari să intre în număr mare într-un timp relativ scurt în oraș, rezistența apărătorilor cedând în scurtă vreme.
O mare parte din Garda Elvețiană (147 dintr-un total de 189 de soldați) a fost plasată în Piața Sfântul Petru, pentru a-l proteja pe Papă și pe Sfântul Scaun. În apărarea lor, toți cei 147 au căzut la datorie. În tot acest timp, Papa Clement al VII-lea a părăsit Bazilica Sf. Petru prin Pasajul Borgo (un pasaj secret), și împreună cu cei 42 de soldați rămași din Garda Elvețiană s-au refugiat  în Castelul Sant'Angelo, acolo unde au și fost, după scurt timp, asediați.
În ziua următoare, după ce încercările de negociere au eșuat, a fost cucerit Trastevere, apoi podurile, iar după aceea toată Roma.
Fără un lider recunoscut de către toți mercenarii, jaful „uzual” de trei zile ce a urmat cuceririi Romei și tot ce s-a întâmplat după aceea, a  scăpat total de sub control, iar trupele au jefuit, violat, torturat și ucis la libera alegere. În tot acest timp, nici soldații lui  Charles al V-lea nu au fost cruțați. Au fost jefuite biserici, palate, spitale, precum și Vaticanul. Multe dintre acestea au fost incendiate. Mulți, mai ales nobilii și clerul au fost obligați să plătească uriașe sume de răscumpărare. Cetățenii obișnuiți au fost torturați pentru a da tot ce au ca obiecte de valoare.
Câștigurile realizate de către unii au fost pentru ceilalți un imbold de a continua jafurile și stoarcerea de bani a celor întâlniți. Mai mult, ocazional au izbucnit lupte între „aliați” pentru împărțirea prăzii. Datorită situației scăpate de sub control, trupele loiale împăratului ce se aflau în apropierea orașului, au dat năvală și ele pentru a participa la jaf.
Peste nouăzeci la sută din comorile de artă din Roma, inclusiv aurul din  biserici, au fost furate în timpul jafurilor. Valoarea prăzii a fost estimată  la aproximativ 10 milioane de ducați.

## Urmările
După mai multe săptămâni de asediu asupra castelului Sant´Angelo, Papa Clement al VII-lea s-a predat pe 7 iunie 1527. El a trebuit să predea fortificațiile din Ostia, Civitavecchia și Civita Castellana, să renunțe la orașele Modena, Parma și Piacenza și să plătească 400 000 de ducați plus sumele de bani necesare răscumpărării prizonierilor. Pe 6 decembrie a fost ridicat asediul asupra castelului, iar Clement al VII-lea s-a retras la Orvieto.
Datorită întâmplărilor din timpul Sacco di Roma, Carol al V-lea a fost vehement criticat de către membrii Ligii de la Cognac. El a fost acuzat că a ordonat jaful sau că cel puțin l-a tolerat. El însuși a negat acest lucru în public. El a scris mai târziu în Memoriile sale:
„Răspunderea principală nu a fost a lui (adică a lui Carol al V-lea), ci a acelora care l-au forțat să se apere și să apeleze la o armată atât de numeroasă care, după cum s-a văzut mai târziu, a fost foarte greu de ținut în frâu.”
Cu toate acestea, Carol al V-lea a avut foarte mult de profitat în urma evenimentelor din Roma. Sfânta Ligă de la Cognac era acum fără sprijinul Papei, care acum era prizonierul lui Carol și trebuia să-i accepte condițiile. Carol al V-lea nu aspira doar la demnitatea imperială, ci a dorit, în contrast cu predecesorul său  Maximilian I, și cea mai înaltă autoritate spirituală pentru a se legitima. Acest obiectiv, datorită înfrângerii suferite de papă, putea fi acum transpus în realitate.
Între 1528 și 1529 la Carol al V-lea, s-a impus împotriva Ligii de la Cognac. Pe 29 iunie 1529 a semnat, împreună cu Clement al VII-lea, Pacea de la Barcelona. În cadrul acestui tratat, Papa a primit mai multe provincii iar garda Elvețiană a fost desființată. Aceasta a fost reînființată în 1548 de către Paul al III-lea. Pe 5 august 1529 a fost negociată așa-numita „Pace a doamnelor” prin care luptele dintre Carol al V-lea și Francisc I luau sfârșit.
Papa Clement al VII-lea a fost învins din punct de vedere politic de Carol al V-lea. Totuși, în urma Păcii de la Barcelona, a fost repus în toate drepturile pe care le avea, îmbunat fiind prin donații și diferite tratate favorabile. Acum mai intervenea un alt element extern: pericolul reprezentat de turci. Datorită acestor factori, Papa Clement al VII-lea l-a încoronat pe Carol al V-lea la Bologna ca împărat de ziua lui de naștere, pe 24 februarie 1530. Carol al V-lea tocmai împlinise 30 de ani.
Armata imperială a rămas, pentru moment, la Roma, acest fapt datorându-se și armatelor Ligii care se aflau staționate în nordul Italiei.  Nu s-a dat urmare numeroaselor solicitări de a se retrage în Lombardia. Datorită epidemiei care a avut loc în lunile de vară ale anului 1527, populația Romei precum și a ocupanților se reduce cu aproximativ o jumătate.
Cei în jur de 12.000 de mercenari rămași, având noi comandanți și soldele plătite, încep retragerea spre Napoli pe 17 februarie 1528.
În ziua de azi, Garda Elvețiană comemorează la data de 6 mai pe cei care și-au dat viața cu ocazia luptelor pentru apărarea papei și a Sfântului Scaun. Tot în această zi are loc și ceremonia de depunere a jurământului a noilor recruți.

## Literatură
- Antonio Di Pierro: Il sacco di Roma. 6 maggio 1527. L’assalto dei lanzichenecchi. Mondadori, Mailand 2002, ISBN 88-04-50438-2, (Oscar storia 322), (ital.).
- Rainer Brüning: Die Berichterstattung über die Schlacht von Pavia (1525), den Sacco di Roma (1527) und die Belagerung Wiens (1529) in Zeitgenössischen Flugschriften. 2 Bände. Univ. Mag., Hamburg 1987.
- E. R. Chamberlin: The Sack of Rome. Batsford, London 1979, ISBN 0-7134-1645-9.
- André Chastel: The Sack of Rome 1527. Übersetzt von Beth Archer. Princeton University Press, Princeton NJ u. s. 1983, ISBN 0-691-09947-2, (The A. W. Mellon Lectures in the Fine Arts 1977 = 26), (Bollingen Series 35, 26).
- Hans Delbrück: Geschichte der Kriegskunst im Rahmen der politischen Geschichte. Band 4: Neuzeit. de Gruyter, Berlin 1920.
- Otto Habsburg: Karl V. Herold, Wien u. a. 1967.
- Judith Hook: The sack of Rome 1527. 2nd edition. With a new Foreword by Patrick Collinson. Palgrave Macmillan, Basingstoke 2004, ISBN 1-4039-1769-8.
- Hubert Jedin: Die Päpste und das Konzil in der Politik Karls V. In: Hubert Jedin: Kirche des Glaubens – Kirche der Geschichte. Ausgewählte Aufsätze und Vorträge. Band 2: Konzil und Kirchenreform. Herder, Freiburg (Breisgau) 1966, S. S. 148–159.
- Hubert Jedin: Handbuch der Kirchengeschichte. Band 4: Erwin Iserloh: Reformation, Katholische Reform und Gegenreformation. Herder, Freiburg (Breisgau) u. a. 1967.
- August Korte: Die Konzilspolitik Karls V. in den Jahren 1538–43. Niemeyer, Halle (Saale) 1905, (Schriften des Vereins für Reformationsgeschichte 85, ISSN 0171-2179
- Alfred Kohler: Karl V. 1500- 1558. Eine Biographie. 2. unveränderte Auflage. Beck, München, 2000, ISBN 3-406-45359-7.
- Michael Mallett, Christine Shaw: The Italian Wars 1494-1559, Pearson, Harlow 2012, ISBN 978-0-582-05758-6
- Francesco Mazzei: Il sacco di Roma. Rusconi, Mailand 1986, ISBN 88-18-12027-1 (ital.)
- Ludwig Freiherr von Pastor: Geschichte der Päpste seit dem Ausgang des Mittelalters, Band 4, 2 Teile; Herder, Freiburg (Breisgau) 1928.
- Friedrich Prinz: Sacco di Roma. Das Ende der Renaissance oder ein Strafgericht Gottes? Bayerischer Rundfunk, München 1989, (Geschichte und Geschichten).
- Peter Rassow (Hrsg.): Karl V. Der Kaiser und seine Zeit. Kölner Colloquium 26.–29. Nov. 1958; Böhlau, Köln u. a. 1960.
- Augustin Redondo (Hrsg.): Les Discours sur le Sac de Rome 1527. Pouvoir et Littérature. Presses de la Sorbonne nouvelle, Paris 1999, ISBN 2-87854-190-1, (Modernité aux XVe – XVIIe Siècles 4), (Papers presented at a conference held Dec. 11–12, 1997, Sorbonne, Paris, France).
- Volker Reinhardt: Blutiger Karneval. Der Sacco di Roma 1527 – eine politische Katastrophe. Wissenschaftliche Buchgesellschaft, Darmstadt 2009, ISBN 978-3-534-21749-6.
- Michael Römling: Ein Heer ist ein großes gefräßiges Tier. Soldaten in spanischen und kaiserlichen Diensten und die Bevölkerung der vom Krieg betroffenen Gebiete in Italien zwischen 1509 und 1530. Diss. phil., Göttingen 2001, online (PDF; 2,86 MB).
- Bernhard Schimmelpfennig: Das Papsttum. Von Antike bis Renaissance. 3. unveränderte Auflage. Wissenschaftliche Buchgesellschaft, Darmstadt 1988, ISBN 3-534-08355-5; WB-Forum 16
- Hans Schulz: Der Sacco di Roma. Karls V. Truppen in Rom. 1527–1528. Niemeyer, Halle 1894, (Hallesche Abhandlungen zur Neueren Geschichte 32, ).
- Ferdinand Seibt: Karl V. Der Kaiser und die Reformation. Siedler, Berlin 1990, ISBN 3-88680-338-4.

Beletristică
Jörg Kastner: Der Engelspapst. Roman. Droemer Knaur, München 2002, ISBN 3-426-61906-7.
- Kuno Raeber: Sacco di Roma. Roman. Ammann, Zürich 1989, ISBN 3-250-10117-6.
- Sarah Dunant: Venezianische Geheimnisse. Edition Lübbe, Bergisch Gladbach 2007, ISBN 978-3-7857-1583-3.